# Cluse de Chambéry
Ne doit pas être confondu avec Trouée des Marches.

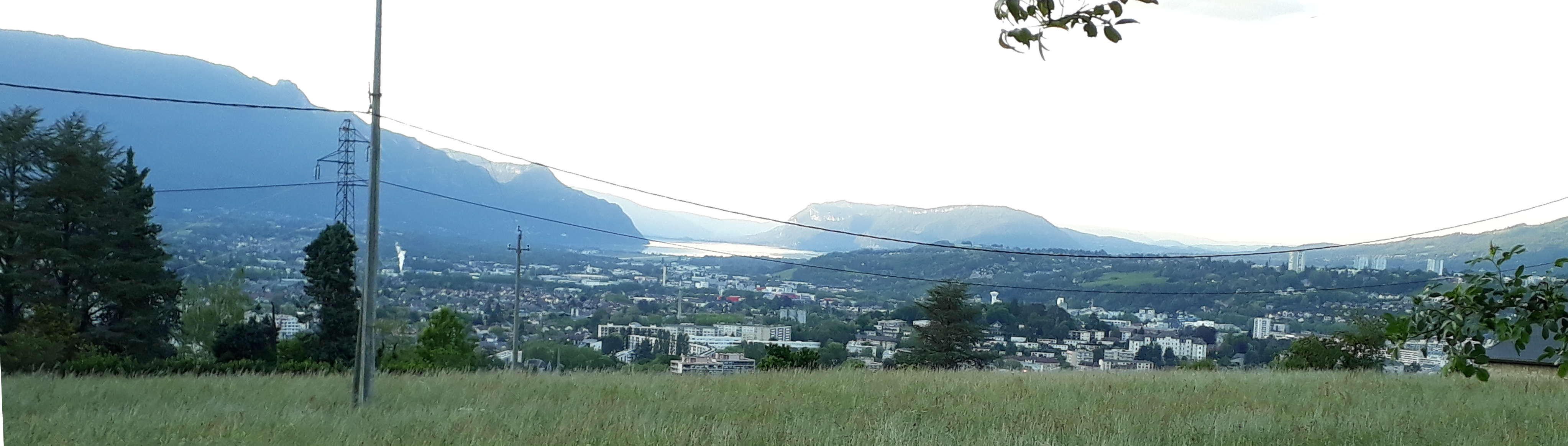
La cluse de Chambéry vue de Montagnole, avec le lac du Bourget en fond.

La cluse de Chambéry est la cluse au sud de laquelle se situe la ville de Chambéry. Fortement urbanisée, elle est bordée au nord par le lac du Bourget, au sud par le massif de la Chartreuse, à l'est par le massif des Bauges, à l'ouest par la chaîne de l'Épine du massif du Jura, et débouche au sud-ouest sur la vallée de l'Hyères et au sud-est sur la trouée des Marches.

## Urbanisation
Au nord de la cluse, sur les rives du lac du Bourget s'étendent l'aéroport de Chambéry - Savoie-Mont-Blanc (aéroport uniquement saisonnier, dont les décollages et atterrissages se font au-dessus du lac afin de ne pas gêner la tranquillité des riverains) et la technopôle Savoie Technolac. Au centre-nord de celle-ci, s'étendent des zones agricoles telles que celles de La Motte-Servolex et de Voglans. Au centre-sud de celle-ci, s'étendent de larges zones industrielles, telles que les zones des Landiers, de la Françon ou de l'Érier. Au sud de celle-ci se situe le centre urbain de Chambéry. Administrativement, elle est partagée entre les intercommunalités Grand Lac et Grand Chambéry.
Elle est traversée par plusieurs infrastructures, dont les lignes de Culoz à Modane (frontière), de Saint-André-le-Gaz à Chambéry, les routes nationales 201 (VRU), 6 (D 1006) et 504 (D 1504), les autoroutes A43 et A41 ou l'avenue verte nord de Chambéry.

### Atlas

Carte topographique représentant différents paliers d'altitude au sein de la cluse et de ses alentours.
Carte de l'occupation des sols au sein de la cluse et des alentours. Comme on peut le voir, le fond plat de la cluse est très largement occupé par les habitations (en rouge) et les zones industrielles et commerciales (en violet).
Carte des principales infrastructures de transport au sein de la cluse.

On peut observer que plus l'espace se fait rare, plus les constructions sont denses : c'est le cas des quartiers de Bellevue et de Biollay, construits sur un coteau des premiers contreforts de la Chartreuse à Chambéry, juste avant Jacob-Bellecombette, du centre de Cognin, ensemble d'une douzaine de tours construit pour occuper un espace restant à la jonction avec la vallée de l'Hyères, de la ZUP des Hauts-de-Chambéry, construite sur la colline de Lémenc sur les premiers contreforts des Bauges, du quartier du Covet, construit pour remplir un interstice entre la colline de Montjay et le centre ancien de Chambéry, ou du quartier de Mérande-Joppet, construit pour occuper le dernier espace restant du fond plat de la cluse au sud de la commune de Chambéry. Tous ces quartiers sont issus de programmes de logement social, très présent dans l'agglomération, avec généralement une part de propriétaires.
À contrario, lorsque les distances au centre urbain se font suffisamment grandes pour que la distance au centre ne soit plus une préoccupation, un phénomène d'étalement urbain s'observe : il s'illustre par exemple par l'étalement majoritairement industriel au nord de l'agglomération, et l'étalement majoritairement pavillonnaire au sein de la trouée des Marches. Pour le contrecarrer, et du fait de la forte pression foncière exercée sur le département de la Savoie, l'OPAC de la Savoie a créé des centres denses dans diverses communes de périphérie, créant ainsi un semblant de développement multipolaire, y compris dans des communes où ce n'est pas requis par la loi SRU telles que Saint-Jeoire-Prieuré.

### Urbanisme
Du fait des contraintes d'espace amenées par le relief et du relief lui-même, les habitations collectives dans l'agglomération tendent à afficher certaines particularités. Par exemple, il est très courant d'enterrer le stationnement pour les immeubles construits à partir des années 1970 (pour le centre-ville, de par l'étroitesse et plus tard la piétonnisation des rues, on a construit des parkings en ouvrage). Certains ensembles de logements sont également construits sur dalle, comme le matérialisent les dalles du Covet, de Cognin, de Barberaz ou de Barby.

## Délimitation
Si elle est généralement considérée comme disjointe, selon le contexte où elle est utilisée, cette appellation peut inclure une partie de la trouée des Marches, voire se référer exclusivement à celle-ci dans le cas du vignoble.

## Hydrologie
Elle est traversée notamment par les rivières de la Leysse, de l'Albanne et de l'Hyères qui confluent toutes les trois au niveau de Chambéry et alimentent le lac du Bourget.

## Géologie
Elle s'étend sur une dizaine de kilomètres du nord au sud, pour une largeur allant généralement de 1,5 (à hauteur de Servolex) à 2,6 km (à hauteur du lac du Bourget ou du quartier Cassine) d'est en ouest, avec notamment une extension significative à hauteur de la trouée des Marches.
Cette vallée d'origine glaciaire est aménagée lors du Quaternaire par le passage des glaces diffluant de la vallée de l'Isère (combe de Savoie et Grésivaudan). Puis, à la fonte des glaciers, le fond de la vallée est rempli par un « colmatage d'alluvions fluvio-lacustres marécageuses », prolongeant vers le Sud celles de l'extrémité du lac du Bourget.

## Climat

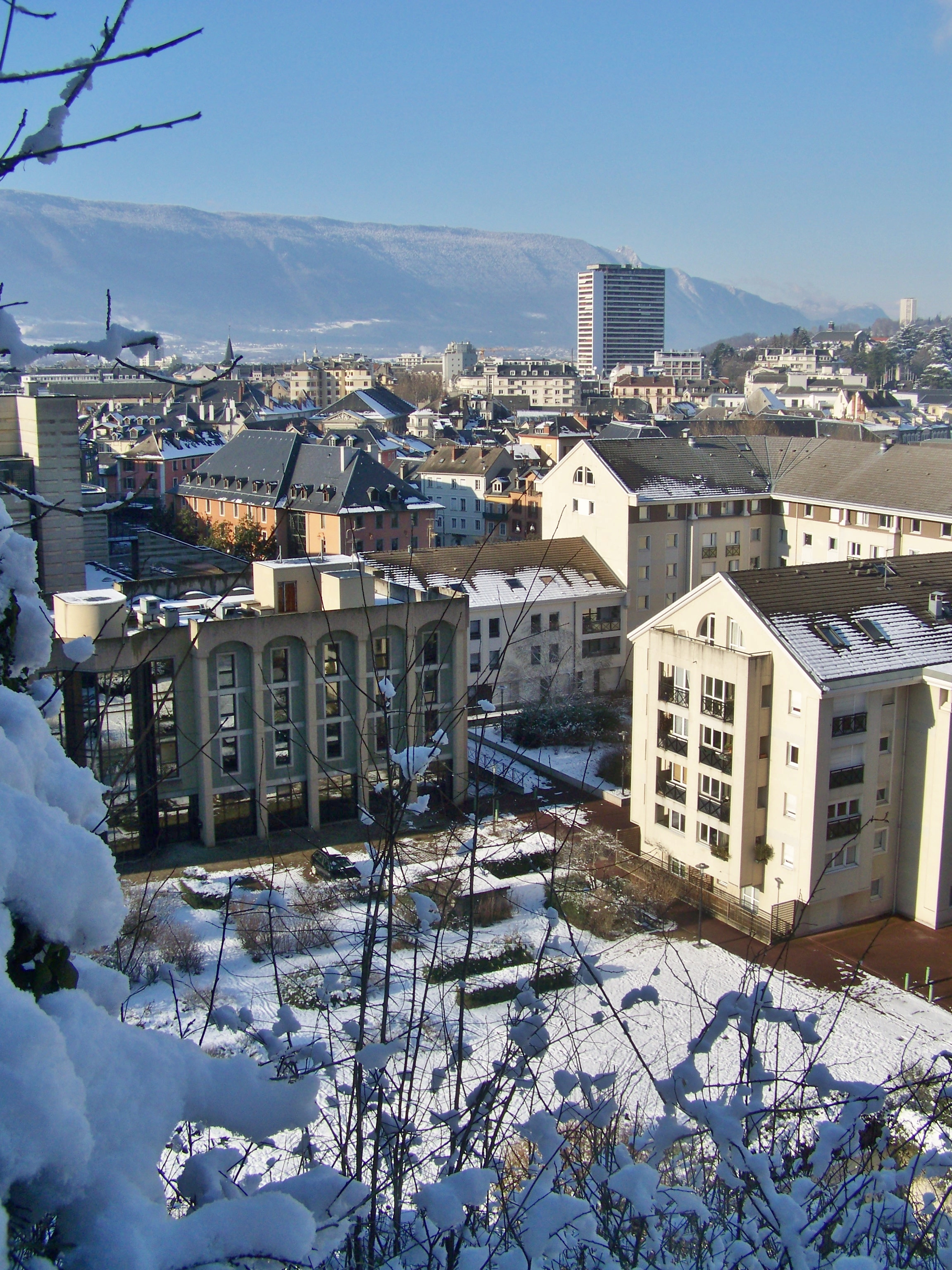
Bien que rarement abondantes et durables, des chutes de neige surviennent durant la plupart des hivers à Chambéry.

Le climat de la cluse de Chambéry est en partie montagnard en raison de la présence proche de la chaîne de l'Épine (Jura) et des massifs des Bauges, de la Chartreuse et de Belledonne (Alpes). Plus l'on se dirige vers le Sud-Est, moins l'influence du lac du Bourget se fait ressentir. De ce fait, la neige et les gelées sont plus fréquentes dans le Sud-Est de la cluse et les températures estivales se montrent également plus souvent caniculaires qu'au bord du lac. La pluviométrie annuelle moyenne est très supérieure à la moyenne nationale.
Les relevés suivants ont été effectués à l'aérodrome de Chambéry - Challes-les-Eaux à 298 m d'altitude :
| Mois                                  | jan.            | fév.             | mars             | avril           | mai             | juin            | jui.            | août            | sep.            | oct.            | nov.             | déc.             | année           |
| ------------------------------------- | --------------- | ---------------- | ---------------- | --------------- | --------------- | --------------- | --------------- | --------------- | --------------- | --------------- | ---------------- | ---------------- | --------------- |
| Température minimale moyenne (°C)     | −2,3            | −1,7             | 1,4              | 4,5             | 9,2             | 12,5            | 14,7            | 14,2            | 10,8            | 7               | 1,7              | −1,2             | 5,9             |
| Température moyenne (°C)              | 1,7             | 3,2              | 7,1              | 10,5            | 15,2            | 18,6            | 21,1            | 20,6            | 16,5            | 12              | 5,8              | 2,5              | 11,2            |
| Température maximale moyenne (°C)     | 5,7             | 8                | 12,9             | 16,5            | 21,1            | 24,7            | 27,6            | 27              | 22,3            | 16,9            | 10               | 6,2              | 16,6            |
| Record de froid (°C) date du record   | −23 14-01-1960  | −22,1 15-02-1956 | −16,1 07-03-1970 | −8,1 08-04-1956 | −4 02-05-1962   | 0,3 03-06-1962  | 3,1 07-07-1962  | 3,9 21-08-1972  | −1,2 27-09-1972 | −6 30-10-1950   | −12,8 30-11-1973 | −19,9 03-12-1973 | −23 14-01-1960  |
| Record de chaleur (°C) date du record | 17,9 15-01-1975 | 21,9 28-02-1960  | 27,1 22-03-1990  | 29,5 21-04-2018 | 33,7 24-05-2009 | 36,5 22-06-2003 | 39,8 31-07-2020 | 39,7 12-08-2003 | 33,6 03-09-1962 | 30,6 04-10-1966 | 24,9 01-11-1968  | 23,3 18-12-1989  | 39,8 31-07-2020 |
| Précipitations (mm)                   | 92,4            | 78               | 89,4             | 87,1            | 101,5           | 96,2            | 85,2            | 93,2            | 105,1           | 105,3           | 100,5            | 101,3            | 1 135,2         |